# Élie Halévy
Elie Halevy (ur. 6 września 1870 w Étretat, zm. 21 sierpnia 1937 w Sucy-en-Brie) – francuski historyk i filozof.

## Życiorys
Élie Halévy urodził się w Étretat we Francji. Był synem dramaturga Ludovica Halévy’ego. Kształcił się w Paryżu w liceum Condorcet, a później uczęszczał do École Normale Supérieure. Był współzałożycielem i współredaktorem czasopisma naukowego Revue de métaphysique et de morale.

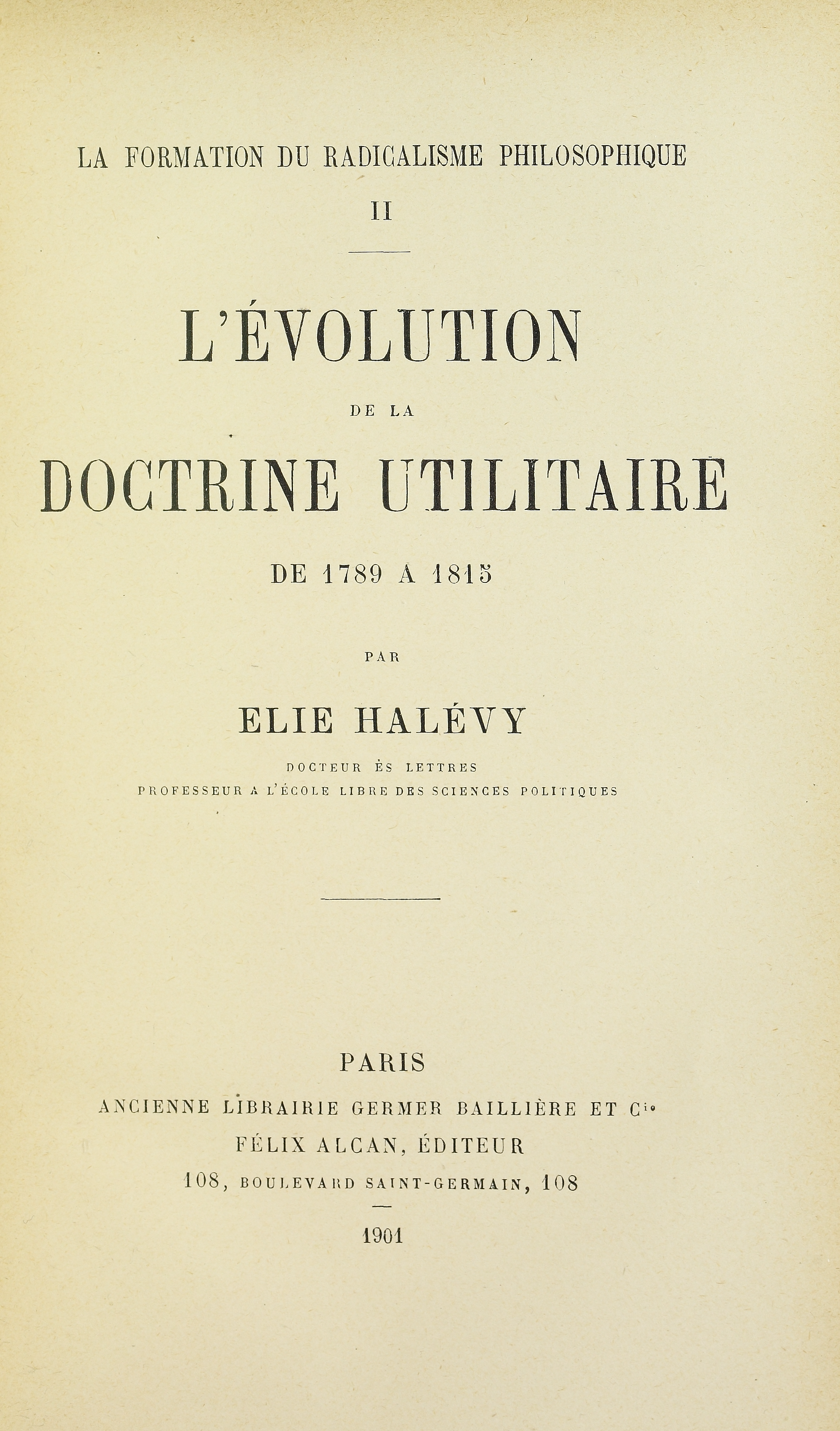
Évolution de la doctrine utilitaire, 1901

Tytuł doktora filozofii otrzymał w 1901 roku po złożeniu pierwszego tomu La Formation du radicalisme philosophique: L’Évolution de la doctrine utilitaire de 1789 à 1815 (Rozwój radykalizmu filozoficznego: Ewolucja doktryny utylitaryzmu 1789-1815). W 1901 roku rozpoczął pracę nad pierwszym tomem swego dzieła: Histoire du Peuple Anglais au XIXe Siècle (pol.: Historia narodu angielskiego w XIX wieku), który został opublikowany w 1912 roku. Zmarł w sierpniu 1937 roku, po ukończeniu kolejnych pięciu tomów.